# Ichthyophis catlocensis
Espèce
Ichthyophis catlocensis est une espèce de gymnophiones de la famille des Ichthyophiidae.

## Répartition
Cette espèce est endémique de la province de Lâm Đồng au Viêt Nam. Elle se rencontre dans le parc national de Cat Tien.

## Étymologie
Son nom d'espèce, composé de catloc et du suffixe latin -ensis, « qui vit dans, qui habite », lui a été donné en référence au lieu de sa découverte, Cat Loc.

## Publication originale
- Geissler, Poyarkov, Grismer, Nguyen, An, Neang, Kupfer, Ziegler, Böhme & Müller, 2015 : New Ichthyophis species from Indochina (Gymnophiona, Ichthyophiidae): 1. The unstriped forms with descriptions of three new species and the redescriptions of I. acuminatus Taylor, 1960, I. youngorum Taylor, 1960 and I. laosensis Taylor, 1969. Organisms, Diversity, and Evolution, vol. 15, p. 143–174.